# Рудольф Пех
Рудольф Пех (нім. Rudolf Pöch; 17 квітня 1870, Тернопіль, Королівство Галичини та Володимирії — 4 березня 1921, Інсбрук) — австрійський лікар, антрополог і етнолог.
Пех також відомий як піонер у галузі фотографії, кінематографії та аудіотехніки. Був основоположником Інституту антропології та етнографії Віденського університету.

## Життєпис
Праця в етнологічному музеї в Берліні надихнула Рудольфа Пеха провести експедицію до Нової Гвінеї (1901—1906), де він був першим, хто запропонував наукові докази існування пігмеїв на цьому острові. Технічне обладнання Пеха складалося з фотокамери, кінокамери і фонографа, що дозволило записувати корінне населення на відео та аудіо. Його 72 записи пісень і повістей папуаськими мовами на той час були великою сенсацією.
Між 1907 і 1909 роками відбулася друга експедиція під керівництвом Пеха до Південної Африки. Під час Першої світової війни проводив етнологічні дослідження в таборах для військовополонених.
Хоча багато з теорій Пеха про корінних жителів Нової Гвінеї виявилися помилковими, проте сучасні дослідники і музеї й надалі користають з його досліджень і колекцій. Його технічне обладнання експонується в Музеї природознавства у Відні.
Помер в Інсбруку 4 березня 1921 року, похований на Центральному кладовищі у Відні.

## Вшанування пам'яті

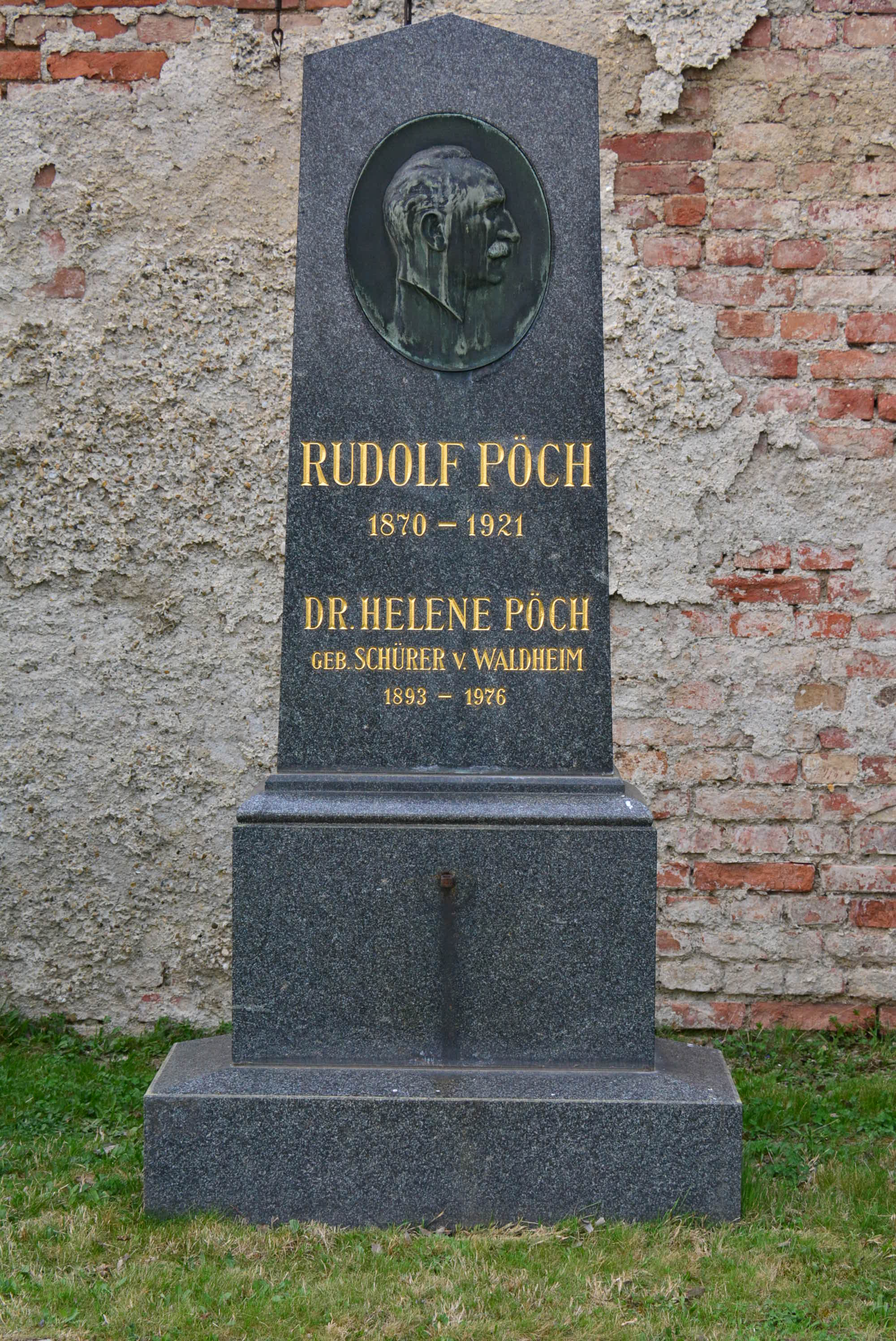
Могила Рудольфа Пеха на Центральному кладовищі у Відні

У 1931 році на честь Рудольфа Пеха названа вулиця у Відні в районі Пенцінг.

## Праці
- «Reprints of Papers on the Bushman Tribes» (1910),
- «Reisen im Innern Südafrikas zum Studium der Buschmänner in den Jahren 1907 bis 1909» (1910),
- «Über die Kunst der Buschmänner» (1911).